# LadyDevimon
LadyDevimon(レディーデビモン,Redīdebimon) es un personaje ficticio de la serie japonesa Digimon. Es un digimon ángel caído perfeccionado  y la forma digievolucionada de BlackGatomon.
En Digimon Adventure y Digimon Adventure 02 es interpretada por Ai Nagano.

## Apariencia
LadyDevimon tiene forma de una mujer alta en forma de demonio con ojos rojos, manos semi largas, voz ronca, cadenas de acero colgándole por todo el cuerpo, pelo largo y platinado y piel pálida.

## Origen del nombre
Lady en español significa dama, y devi es la abreviatura de devil (diablo), y mon significa monstruo. Es decir que LadyDevimon significa Dama diablo monstruo.

## Ataques
- Onda de La oscuridad(ダークネスウェーブ, Dākunesu Uēbu ): Desencadena una ola de oscuridad, ya sea en forma de murciélagos o el láser de los ojos.
- Veneno(プワゾン, Puwazon): Sopla creando una nube de veneno púrpura en el enemigo.
- Lanza de la oscuridad(ダークネススピア, Dākunesu Supia): Transforma un brazo en lanza y perfora al enemigo.
- Binta(ビンタ)
- Stun Whip(スタンウィップ, Sutan Uippu)
- Ángeles malignos: (િઔט) invoca dos ángeles pequeños con horrible apariencia, que pelean por ella.
- Arañazo oscuro: Araña a su oponente fuertemente, con este ataque derrotó a Agumon

## Apariciones en el anime

### Digimon Adventure
LadyDevimon fue uno de los secuaces más fieles de Piedmon. LadyDevimon es un extremadamente peligroso Digimon en el último nivel (Perfeccionado). Como Taichi "Tai" Kamiya y su grupo se acercaban al observatorio de Piedmon, LadyDevimon preguntó si podía tener la posibilidad de "castigarlos". Piedmon de acuerdo, ella fue en donde se encontraban los niños y empezaron a pelear con los demás, Angewomon luchó contra LadyDevimon, que rápidamente se convirtió en una amarga, y algo cómica lucha de mujeres. Tai e Izzy se sorprendían de la lucha, pero Hikari Yagami (Kari) lo tomó un poco personal. LadyDevimon casi ganó cuando arrojó al suelo a Angewomon, pero cuando trató de matarla con la lanza de la oscuridad MegaKabuterimon bloqueó su ataque, lo que en la punta de la lanza se rompió, después Angewomon mató a LadyDevimon con su ataque Atmósfera Celestial.

## Digimon Adventure 02
LadyDevimon pertenece a la legión de Demon, primero se en enfrenta con Angewomon y termina en empate pero después es derrotada por Silphymon..

## Digimon Xros Wars
Son unas de los tantos digimons (Devimons) que son parte del ejército de demonios, de NeoVandemon que gobierna vampire land. 

## Digievoluciones
LadyDevimon y AngeWomon son rivales por ser opuestas naturales, (Angewomon es la forma de luz de LadyDevimon y LadyDevimon es la forma de oscuridad de AngeWomon).
− 		 
− 	
- LadyDevimon tiene la posibilidad de evolucionar en Ophanimon cuando se purifica de su maldad, de lo contrario evoluciona a Lilithmon.

| Nivel   | Cuerpo        | Digimon                         |
| ------- | ------------- | ------------------------------- |
| Bebé    | Bebé          | YukimiBotamon                   |
| Bebé II | Principiante  | Nyaromon                        |
| Novato  | Infantil      | Salamon                         |
| Campeón | Maduro/Adulto | BlackGatomon                    |
| Ultra   | Perfeccionado | LadyDevimon                     |
| Mega    | Supremo       | Lilithmon/Ophanimon/OphanimonFM |